# Nogueira e Ermida
Nogueira e Ermida (oficialmente: União das Freguesias de Nogueira e Ermida) é uma freguesia portuguesa do município de Vila Real, com 11,96 km² de área e 759 habitantes (censo de 2021). A sua densidade populacional é 63,5 hab./km².
Inclui no seu território os seguintes lugares , todos situados na margem esquerda do Corgo: Alfolões, Carrazedo, Carvalho, Comenda, Ermida, Nogueira (sede), Para Pomba, Pai Corrão, Penelas (aldeia partilhada com a vizinha freguesia de Folhadela), Povoação, Tanha, Vale da Ermida e Vale do Açor.

## História
Foi criada aquando da reorganização administrativa de 2012/2013, resultando da agregação das antigas freguesias de Nogueira e Ermida.

Antigas freguesias que deram origem à União das Freguesias de Nogueira e Ermida (Vila Real).

## Demografia
A população registada nos censos foi:
| Distribuição da População por Grupos Etários | Distribuição da População por Grupos Etários | Distribuição da População por Grupos Etários | Distribuição da População por Grupos Etários | Distribuição da População por Grupos Etários | Distribuição da População por Grupos Etários |
| -------------------------------------------- | -------------------------------------------- | -------------------------------------------- | -------------------------------------------- | -------------------------------------------- | -------------------------------------------- |
| Antes da agregação                           |                                              |                                              |                                              |                                              |                                              |
| Ano                                          | 0-14 anos                                    | 15-24 anos                                   | 25-64 anos                                   | >= 65 anos                                   | Total                                        |
| 2001                                         | 189                                          | 188                                          | 628                                          | 249                                          | 1254                                         |
| 2011                                         | 91                                           | 102                                          | 501                                          | 270                                          | 964                                          |
| Após a agregação                             |                                              |                                              |                                              |                                              |                                              |
| Ano                                          | 0-14 anos                                    | 15-24 anos                                   | 25-64 anos                                   | >= 65 anos                                   | Total                                        |
| 2021                                         | 36                                           | 66                                           | 355                                          | 302                                          | 759                                          |